# Trachelopachys sericeus
Trachelopachys sericeus là một loài nhện trong họ Trachelidae.
Loài này thuộc chi Trachelopachys. Trachelopachys sericeus được Eugène Simon miêu tả năm 1886.